# いけうち
株式会社いけうち（英語: H.IKEUCHI Co.,Ltd.）は、大阪府に本社を置くスプレーノズル専門メーカーである。

## 概要
1954年に池内博が輸出貿易商社として創業。当時は日本で開発された人造絹糸レイヨンの生産用セラミック製紡糸口金の輸出業務を中心としていた。しかし終戦と同時にアメリカからナイロンが輸入され始めると、レイヨンの生産消滅と共に糸口金の輸出も減少を辿る。口金に使用されていたセラミックの技術に着目した池内は、試行錯誤を繰り返した結果、セラミックスプレーノズルの生産に世界で初めて成功し、1961年に出身地である広島県呉市に工場を開設した。
当時の農用防除剤（いわゆる農薬）は石灰ボルドー液が多く使用されていた。石灰ボルドー液はスラリー性が高く、当時一般的に使用されていたステンレス製のスプレーノズルで噴霧すると、噴孔部分が短期間で摩耗するという問題があった。そこで池内が開発した耐摩耗性の高いセラミックノズルは大手農薬散布機メーカーに多く採用された。
これを契機として、世界初のセラミックチップ入りのスプレーノズル、しかも精度保証付きという条件もあり、同社製のスプレーノズルは農用のみならず、各種金属製やプラスチック製のノズルも加え、幅広い業界、即ち、鉄鋼・自動車・運輸車両・エレクトロニクス・製紙・印刷・繊維・食品・温室農業・水産・畜産・エネルギー・医療・福祉・景観・公害防止・などさまざまな業界で広く世界に貢献している。
現在日本におけるスプレーノズルのシェアはトップ。中国など日本国外にも積極的に進出しているが、現地メーカーと競合しない高付加価値商品の展開を行っている。
ミストを発生させその気化熱で空調の室外機などを直接冷却するための特殊ノズルを開発。約15 - 20%の省エネになるとしている。

## 沿革
- 1954年 - 池内博（現・名誉会長）により、貿易会社として設立。
- 1961年 - 世界初であるセラミック製スプレーノズル「CERJET®」を開発。呉工場（広島県呉市）を開設。
- 1979年 - ドライフォグノズル「AKIJet®」を開発。西脇工場（兵庫県西脇市）を開設。
- 1980年 - ドライフォグ加湿器「AKIMist®」を開発。
- 1983年 - 製鐵用冷却ノズルを開発。呉第二工場を開設。
- 1987年 - 中日噴霧股分有限公（台湾／台北市）を設立。
- 1990年 - 産業空調加湿システム「AirAKI®」による加湿業を開始。自洗扇形ノズル「MOMOJet®」を開発。
- 1992年 - 大阪大学と共同で消毒液を霧化した際に消毒・殺菌効果があることを実証[4]。
- 1994年 - 産業空調加湿システム「AirAKI®」による加湿業を開始。
- 1997年 - 静電気防止システムの開発・貢献により静電気学会で進歩賞を受賞[5]。
- 1998年 - ゴミ焼却場のダイオキシン対策に排煙冷却ノズル「GSIM」を開発。
- 2000年 - 低気水比大噴量2流体ノズル「GBIM」を開発。
- 2001年 - 鉄鋼業界向けにデスケーリングノズル「TDSS」を開発。中国／上海市に池内上海代表所を設立。
- 2003年 - ノズル噴射式自動洗浄フィルター「ARSフィルター」を開発。
- 2005年 - IKEUCHI VIETNAM CO., LTD.（ベトナム／ハノイ市）を設立。霧+ファンの冷房ユニット「COOLJetter®」を開発。
- 2006年 - 濡れない霧の冷房装置「涼霧システム®」を開発。霧的池内（上海）貿易有限公司（中国／上海市）を設立。IKEUCHI USA, INC.（アメリカ／オハイオ州）を設立。
- 2008年 - IKEUCHI EUROPE B.V.（オランダ／アムステルダム市）を設立。
- 2010年 - 霧で固体・気体を冷却する冷却事業部を設立。
- 2012年3月 - ISO9001認証取得。霧的池内（上海）貿易有限公司の蘇州分公司と天津分公司を設立。ガスタービン吸気冷却システムを開発。
- 2013年 - 霧の大空間冷房システムを開発。PT. IKEUCHI INDONESIA（インドネシア／ジャカルタ市）を設立。
- 2016年 - 農業畜産業界用の冷房・加湿・薬液散布システム「CoolPescon®」を開発。霧的池内（上海）貿易有限公司の深圳分公司（中国／深圳市）を設立。
- 2017年 - バックパック型除菌消臭ユニット「Dry-Fog HIGHNOW®」を開発。
- 2018年 - SIAM IKEUCHI CO., LTD.（タイ／バンコク市）を設立。霧的池内（上海）貿易有限公司の武漢分公司（中国／武漢市）を設立。
- 2019年 - 西脇市上比延工場（兵庫県西脇市）を開設。
- 2020年 - 人工的に雲海を発生させるシステムを開発（日本庭園由志園、東京椿山荘ホテルなどで稼働中）。

## 製品
主な取扱製品は産業用スプレーノズルと、加湿装置・冷房装置・除菌装置など。
- スプレーノズル - 大別して1流体スプレーノズルと2流体スプレーノズルの製造販売を行っている。扇形ノズル（フラットタイプ）・空円錐ノズル（ホロコーンタイプ）・充円錐ノズル（フルコーンタイプ）・直進ノズル（ソリッドタイプ）・長尺（スリットタイプ）・エアーノズル・タンククリーナーなど。
- 加湿装置 - 加湿器と加湿システムの製造販売を行っている。加湿システムは加湿器以外に純水器や制御装置、温湿度センサーや配管、コンプレッサーなどで構成されている。
- 冷房装置 - 人・動物・空間を冷房する装置と冷房システムの製造販売を行っている。
- 冷却装置 - 個体・気体を冷却する装置と冷却システムの製造販売を行っている。
- 除菌装置 - 人・動物・空間を除菌する装置と除菌システムの製造販売を行っている。

## 事業所
- 大阪本社 - 大阪府大阪市西区阿波座1-15-15　第一協業ビル
- 東京支店 - 東京都港区海岸3-9-15号　LOOP-X14階
- さいたま営業所 - 埼玉県さいたま市大宮区三橋4-320-1
- 横浜営業所 - 神奈川県横浜市神奈川区鶴屋町2-26-4　第3安田ビル
- 名古屋営業所 - 愛知県名古屋市名東区貴船3-118
- 広島営業所 - 広島県広島市南区京橋町1-23　大樹生命広島駅前ビル
- 福岡営業所 - 福岡県福岡市博多区山王2-8-1
- 仙台出張所 - 宮城県仙台市青葉区上杉1-6-10　EARTH BLUE 仙台勾当台
- 西脇市堀工場 - 兵庫県西脇市堀町177
- 西脇市上比延工場 - 兵庫県西脇市上比延町385-7
- 呉工場 - 広島県呉市警固屋1丁目1-47

## 関連会社
海外
- IKEUCHI USA, INC.
- IKEUCHI EUROPE B.V
- PT. IKEUCHI INDONESIA
- SIAM IKEUCHI CO., LTD.
- 霧的池内（上海）貿易有限公司
- 中日噴霧股份有限公司
- IKEUCHI VIETNAM CO.,LTD.

## メディア紹介
- 2016年09月03日／東洋経済ONLINE - 濡れない霧で産業革命！｢ノズル老舗｣奮闘記　ほぼ全産業に入り込んで来たから出来ること[8]
- 2018年02月26日／日本経済新聞 - ぬれない霧 広がる用途　いけうちの加湿システム（もっと関西）ここに技あり[9]
- 2020年03月31日／神戸新聞NEXT - 貸し出し再開の西脇市図書館　来館者に消毒液自動噴霧[10]
- 2020年05月05日／ニュースイッチ - ぬれない霧で牛の体調管理！これからの暑い夏も乗り越える[11]
- 2020年05月09日／神戸新聞NEXT - 消毒液の噴霧装置、特別支援学校に贈る　大阪のメーカー[12]
- 2020年08月04日／テレビ東京『ガイアの夜明け』- 2020/8/4OA「人工雲」で猛暑を冷やせ【2分で見るガイアの夜明け】[13]
- 2020年08月07日／valuepress - “サステナブル納涼プロジェクト” 流氷や積雪を活用する 「COOL IT DOWN プロジェクト」が本日開始[14]
- 2020年09月16日／SankeiBiz - 【換気がマストな職場の加湿に】水道直結で給水作業いらずのオフィス向け自動パワフル加湿器[15]
- 2023年02月12日／がっちりマンデー - “濡れない霧”を生み出すノズルを作る、年商60億円の会社に注目
- 2024年10月25日／大阪ほんわかテレビ - “霧”で生活を快適＆便利にするスゴイ関西企業